# تشيورنايا ريتشكا
تشيورنايا ريتشكا ((بالروسية: Чёрная Речка)‏)، هو نهر صغير في سانت بطرسبرغ. يبلغ طوله 8.1 كيلومتر، ويصب في نيفكا الأكبر، أحد فروع نهر نيفا.
تشتهر منطقة تشيورنايا ريتشكا بالمبارزات الشهيرة التي حدثت هناك، بما في ذلك مبارزة عام 1909 بين نيكولاي غوميليوف وماكسيميليان فولوشين حول موضوع أدبي وهمي (أدب)، والمبارزة القاتلة بين الشاعر والكاتب المسرحي ألكسندر بوشكين و[جورج دانثيس]]. يساهم النهر في تحسين طقس سانت بطرسبرغ - نظرًا لأن الماء يمتص ويشع الحرارة أبطأ من الأرض، فإنه يجعل درجات الحرارة أقل تطرفًا في الأماكن الأكثر قرباً من المنطقة القطبية.